# Ryan Cabrera
Ryan Frank Cabrera, född 18 juli 1982 i Dallas, Texas, är en colombiansk-amerikansk sångare, skådespelare och programledare. Han leder TV-programmet Score! på MTV och medverkade 2007 i filmen My Sexiest Year med rollen som Ricky.

## Musikkarriär
I high school startade Cabrera ett punkband som hette Caine. Dave Matthews gav honom inspiration till att börja spela akustisk gitarr istället och i och med det startade Cabrera bandet Rubix Groove. Efter att ha blivit smått känd i Dallas bestämde han sig till slut för att starta en solokarriär. 2001 spelade han in sitt första album, som kom att heta Elm St.. Skivan produceras inte längre och är väldigt sällsynt, då bara några hundra exemplar trycktes.

## Diskografi
Studioalbum
- 2001 – Elm St.
- 2004 – Take It All Away
- 2005 – You Stand Watching
- 2008 – The Moon Under Water

EP
- 2015 – Wake Up Beautiful

Singlar
- 2004 – "On the Way Down"
- 2004 – "True"
- 2005 – "40 Kinds of Sadness"
- 2005 – "Shine On"
- 2005 – "Photo"
- 2006 – "I Will Remember You"
- 2008 – "Say"
- 2008 – "Enemies"
- 2012 – "Home"
- 2012 – "I See Love"
- 2015 – "House on Fire"
- 2016 – "Right on the Money"